# Aulagromyza cornigera
Aulagromyza cornigera är en tvåvingeart som beskrevs av Griffiths 1973. Aulagromyza cornigera ingår i släktet Aulagromyza och familjen minerarflugor. Inga underarter finns listade i Catalogue of Life.